# Ірдинь (річка)
Ірди́нь — річка в Україні, ліва притока Тясмину. Протікає по території Черкаської області на північному заході Ірдино-Тясминської низовини.

## Опис
Бере початок на Ірдинському болоті, невеликою ділянкою протікає на північно-східній окраїні Городищенського району, де в окремих місцях є природною межею з Черкаським районом. Після Черкаського району річка протікає територією міста Сміла, де і впадає у Тясмин.
Ірдинь та Ірдинка, яка впадає в Дніпро біля села Лозівок, вище Черкас, поєднані смугою Ірдинських боліт. Очевидно, колись це було річище, котре витікало з Дніпра, утворюючи острів, на якому пізніше було побудовано Черкаси.

## Назва
В історичних джерелах річка вперше згадується з 1552 року під назвою Рдень. Окрім цього, річка має й інші назви — Єрдань, Ірдень, Ірдина, Ірдин. Назву річки виводять від давньоруського «Ръд-инь» — де основа «ръд» означає «червоний», «русий», а «инь» — давньоруський суфікс. На думку краєзнавця Черкаської області Михайла Пономаренка ця назва пов'язана з рудою, що траплялася в Ірдинському болоті і яка зафарбовувала воду в червонуватий колір.
Незалежний дослідник Валентин Стецюк дотримується булгарської гіпотези, згідно якої у скіфські часи тут (?!) проживали давні булгари, предки сучасних чувашів, тому, можливо, назва Ірдинь має булгарське походження, оскільки чув. иртěн «відділятися» дуже пасує до цієї ситуації.[неавторитетне джерело].

## Населені пункти
У заплаві річки в її верхній течії розташоване смт Ірдинь, а в гирлі — селище Ірдинівка.

## Природно-заповідний фонд
У долині річки створено гідрологічний заказник місцевого значення Ірдинське болото.